# Čečenská hymna
Hymna Čečenska, jedné z autonomních republik Ruské federace, je skladba Píseň národní radosti. Hudbu složil Umar Beksultanov, slova napsal Hodshy-Ahmed Kadyrov.

## Slova

### Čečensky (cyrilicí)
Харцоно цӏе тесна хийла хьо ягарх,
Нохчийчоь ца йоьжна, гӏаьттина яха.
Кавказан ткъес хилла, маршонан ага,
Хьан лаьттан сий дина яхь йолчу наха.
Барт болу хьан къаьмнаш – мах боцу беркат!
Хьо йоцург, Нана яц, нохчийн халкъ хьаста.
Тхан дахар, тхан дерзар Даймехкан кхерчахь,
Декъалдар доьхуш ду, Далла беш хастам. 
Башламан баххьашка дайн синош дуьссу.
Органа тулгӏено ненан мотт буьйцу.
Исбаьхьа совгӏат хьо, азаллехь делла!
Шатлакхан илли ду тхуна ницкъ белларг! 
Къинхьегам, хьан хьуьнарш хазделла шайна,
Хьалкъаца лерам бар кхаъ хуьлда хьуна.
Машаран гӏаролехь ирсан некъ тайна,
Сий долуш Нохчийчоь ехийла тхуна!

### Čečensky (přepis)
Xarcono ċe tesna xiyla ẋo yagarx,
Noxçiyçö ca yöƶna ġättina yaxa.
Kavkazan tq̇es xilla, marşonan aga,
Ẋan lättan siy dina yaẋ yolçu naxa. 
Bart bolu ẋan q̇ämnaş – max bocu berkat!
Ẋo yocurg, Nana yac, noxçiyn xalq̇ ẋasta.
Txan daxar, txan derzar Daymexkan qerçaẋ,
Deq̇aldar döxuş du, Dalla beş xastam. 
Başlaman baxẋaşka dayn sinoş düssu.
Organa tulġeno nenan mott büycu.
Isbäẋa sovġat ẋo, azalleẋ della!
Şatlaqan illi du txuna nicq̇ bellarg! 
Q̇inẋegam, ẋan ẋünarş xazdella şayna,
Ẋalq̇aca leram bar qaə xülda ẋuna.
Maşaran ġaroleẋ irsan neq̇ tayna,
Siy doluş Noxçiyçö yexiyla txuna!

### Česky
Nehledě na požár nespravedlnosti,
Padala jsi a povstávala.
Perla Kavkazu, kolébka svobody,
Jsme čestní a hrdí lidé.
Mír je největší bohatství!
Není pro nás jiná vlast.
Naše životy jsou v rukou Čečenska.
Prosím, požehnej nám!
Duše předků sestupují mezi nás,
Argunové hovoří naším jazykem.
Dostali jsme velký dar - tebe!
Tato píseň nám dává sílu!
Jsme odvážní a uctiví,
Je to šťastná zpráva.
Naše zem je svobodná,
Ó, naše Čečensko!